# Hideo Yoshizawa
Hideo Yoshizawa (japanisch 吉澤 英生 Yoshizawa Hideo; * 10. April 1972 in der Präfektur Gunma) ist ein japanischer Fußballspieler.

## Karriere
Yoshizawa erlernte das Fußballspielen in der Schulmannschaft der Maebashi Commercial High School. Seinen ersten Vertrag unterschrieb er 1991 bei Honda FC. Er spielte dort von 1991 bis 2001 und war später von 2002 Co-Trainer dieser Mannschaft. 2005 wurde Yoshizawa Cheftrainer. 2006 wurde er mit dem Verein Meister der Japan Football League. 2007 wechselte er zum Ligakonkurrenten FC Ryukyu. 2008 wechselte er zum Ligakonkurrenten Matsumoto Yamaga FC. 2012 wechselte er zum Zweitligisten Gainare Tottori.